# Сторден (тауншип, Миннесота)
Сторден (англ. Storden) — тауншип в округе Коттонвуд, Миннесота, США. На 2000 год его население составило 198 человек.

## География
По данным Бюро переписи населения США площадь тауншипа составляет 92,8 км², из которых 92,5 км² занимает суша, а 0,3 км² — вода (0,28 %).

## Демография
По данным переписи населения 2000 года здесь находились 198 человек, 87 домохозяйств и 58 семей.  Плотность населения —  2,1 чел./км².  На территории тауншипа расположена 91 постройка со средней плотностью 1,0 построек на один квадратный километр. Расовый состав населения: 100,00 % белых.
Из 87 домохозяйств в 24,1 % воспитывались дети до 18 лет, в 60,9 % проживали супружеские пары, в 4,6 % проживали незамужние женщины и в 32,2 % домохозяйств проживали несемейные люди. 27,6 % домохозяйств состояли из одного человека, при том 14,9 % из — одиноких пожилых людей старше 65 лет. Средний размер домохозяйства — 2,28, а семьи — 2,73 человека.
22,2 % населения — младше 18 лет, 6,1 % — в возрасте от 18 до 24 лет, 27,3 % — от 25 до 44, 27,3 % — от 45 до 64, и 17,2 % — старше 65 лет. Средний возраст — 41 год. На каждые 100 женщин приходилось 104,1 мужчин.  На каждые 100 женщин старше 18 приходилось 102,6 мужчин.
Средний годовой доход домохозяйства составлял 38 750 долларов, а средний годовой доход семьи —  44 063 доллара. Средний доход мужчин —  36 875  долларов, в то время как у женщин — 14 375. Доход на душу населения составил 37 695 долларов. За чертой бедности находились 6,8 % семей и 4,5 % всего населения тауншипа.